# Істебне
Істебне (словац. Istebné) — село в окрузі Дольни Кубін Жилінського краю Словаччини. Площа села 11,29 км². Станом на 31 грудня 2015 року в селі проживало 1333 жителів.

## Історія
Перші згадки про село датуються 1272 і 1316 роками.

## Географія
Протікає річка Трстеник.

## Населення
| Рік:            | 1994. | 2004.   | 2014.   | 2024.   |
| --------------- | ----- | ------- | ------- | ------- |
| Кількість осіб: | 1473  | 1430    | 1347    | 1286    |
| Різниця:        |       | -2,91 % | -5,80 % | -4,52 % |

| Рік:            | 2023. | 2024.   |
| --------------- | ----- | ------- |
| Кількість осіб: | 1301  | 1286    |
| Різниця:        |       | -1,15 % |